# The Phoebus Foundation
The Phoebus Foundation is een kunststichting naar Angelsaksisch recht met filantropische doelstellingen. De stichting verwerft kunstvoorwerpen, staat borg voor een professioneel kader van behoud en beheer, en zorgt voor de conservatie en restauratie van de objecten. Daarbij zet ze hoog in op wetenschappelijk onderzoek. De resultaten van dat alles deelt ze met een zo breed mogelijk publiek, via tentoonstellingen, culturele expedities, symposia en publicaties. 

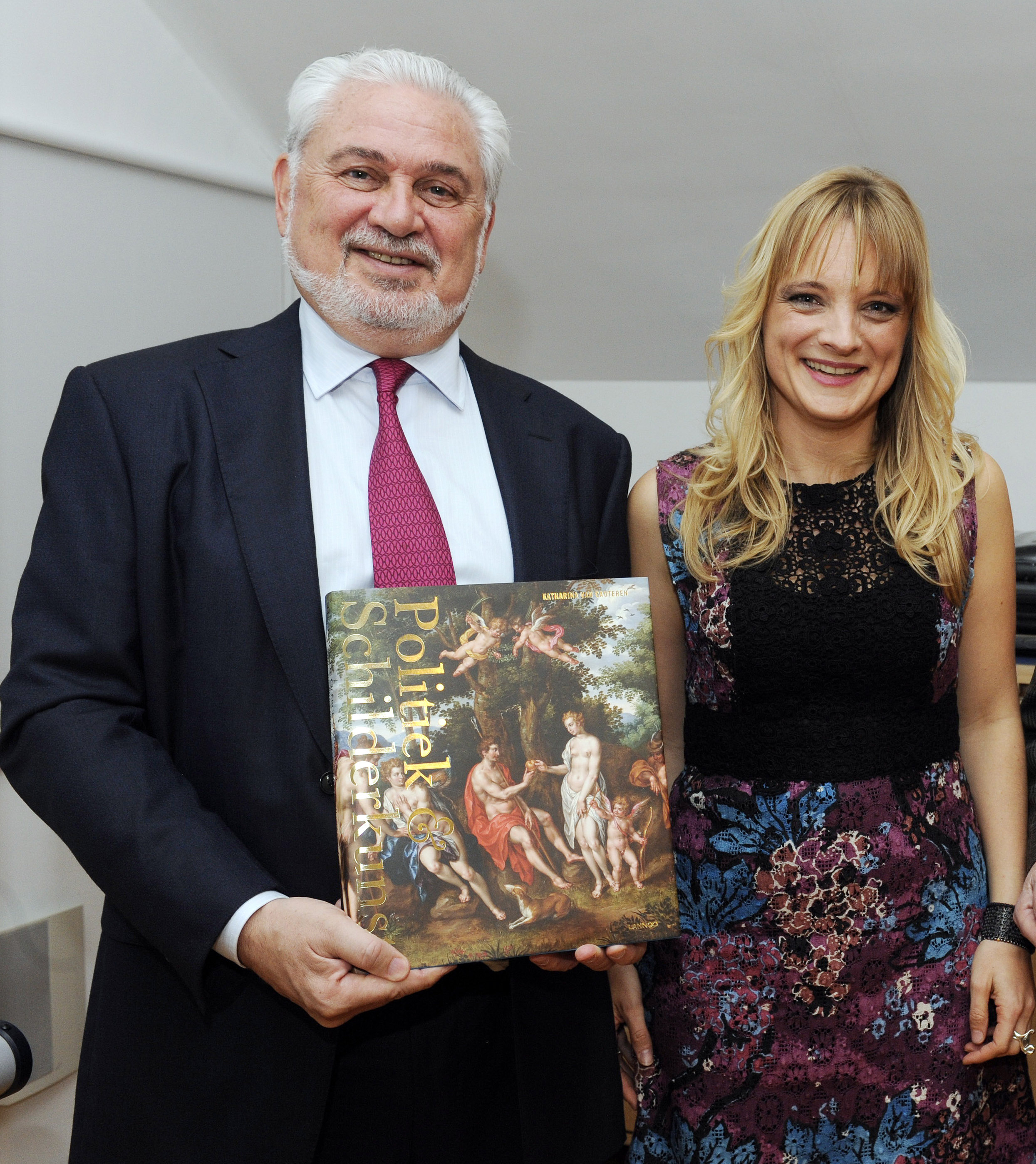
Fernand Huts en Katharina Van Cauteren, foto door Marc Gysens

## Visie
The Phoebus Foundation werd in 2015 opgericht om de toekomst te verzekeren van de kunstverzameling die begon als de privécollectie van Fernand en Karine Huts en/of van het familiebedrijf Katoen Natie.

De Foundation is opgezet als een logistieke taskforce met 13 medewerkers onder de leiding van Katharina Van Cauteren. De ontsluiting van de collectie gebeurt via bruiklenen aan musea en via eigen tentoonstellingen. De Stichting heeft een uitgesproken band met Vlaams erfgoed met werk van Pieter Paul Rubens, Jan Van Eyck, de glorieperiode van de Vlaamse Schilderkunst van de 15e tot de 17e eeuw en de Vlaamse expressionisten in zijn bestand.
Om de collectie te onttrekken aan de industriële en financiële risico's van de bedrijvengroep Katoen Natie, werd ze ondergebracht in een onafhankelijke juridische structuur, gericht op het beheer van de eigendomsrechten ervan. De Katoen Natie en de familie Huts zijn geen begunstigden van de Foundation. Objecten uit de stichting kunnen nooit worden verkocht ten bate van het bedrijf en/of de familie. The Phoebus Foundation streeft ernaar stukken van hoge kwaliteit terug te halen naar Vlaanderen en/of ze hier te houden.

### Angelsaksische inspiratie

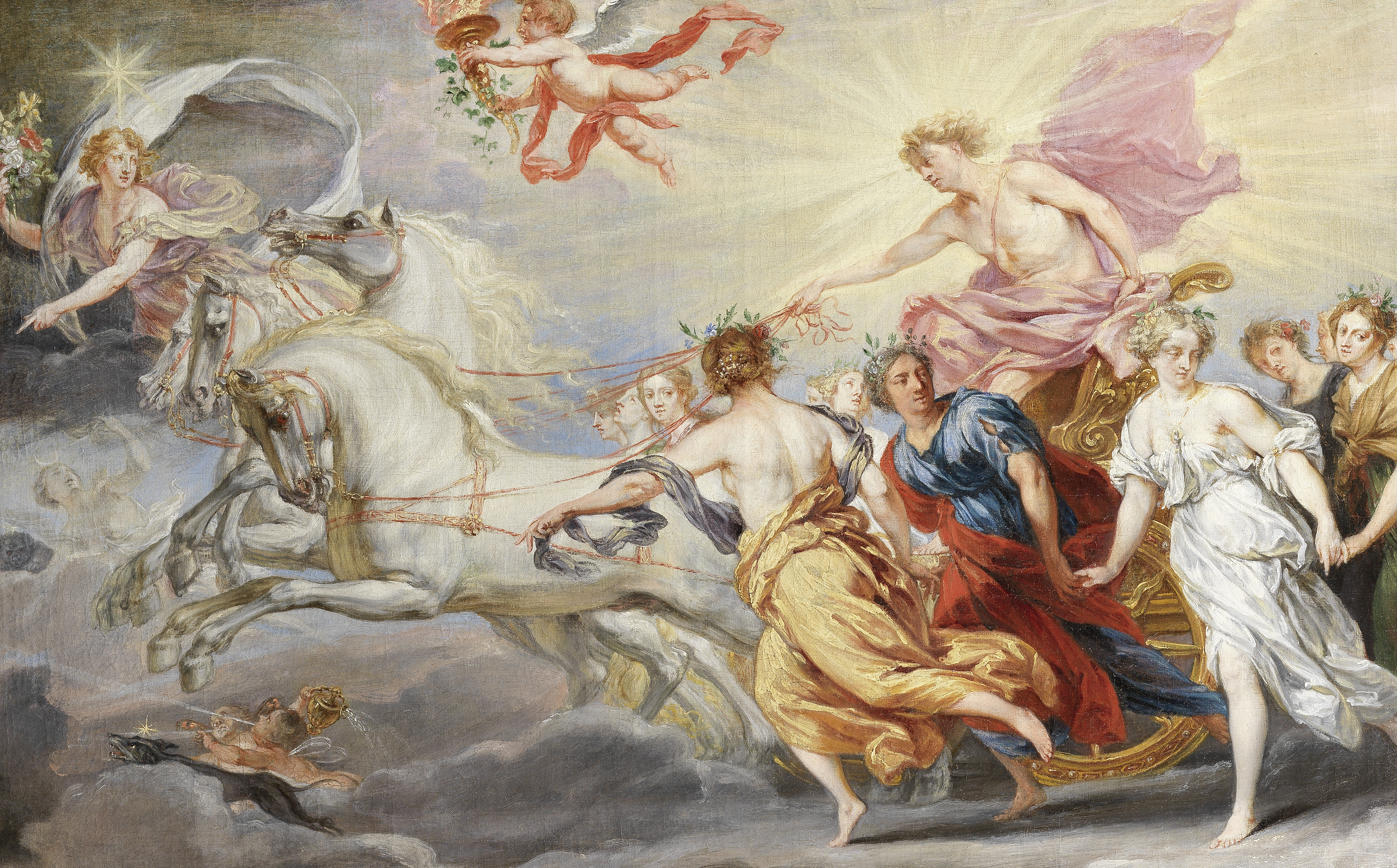
Phoebus Apollo van Jan Boeckhorst, uit de collectie van The Phoebus Foundation

De Angelsaksische aanpak diende als inspiratie bij het oprichten van The Phoebus Foundation, naar het voorbeeld van culturele stichtingen, zoals het J. Paul Getty Museum in Los Angeles en de Frick Collection in New York.

### Financiële ondersteuning
The Phoebus Foundation en haar werking worden gesteund door de bedrijven van de groep Katoen Natie en van de groep Indaver.

### Naam

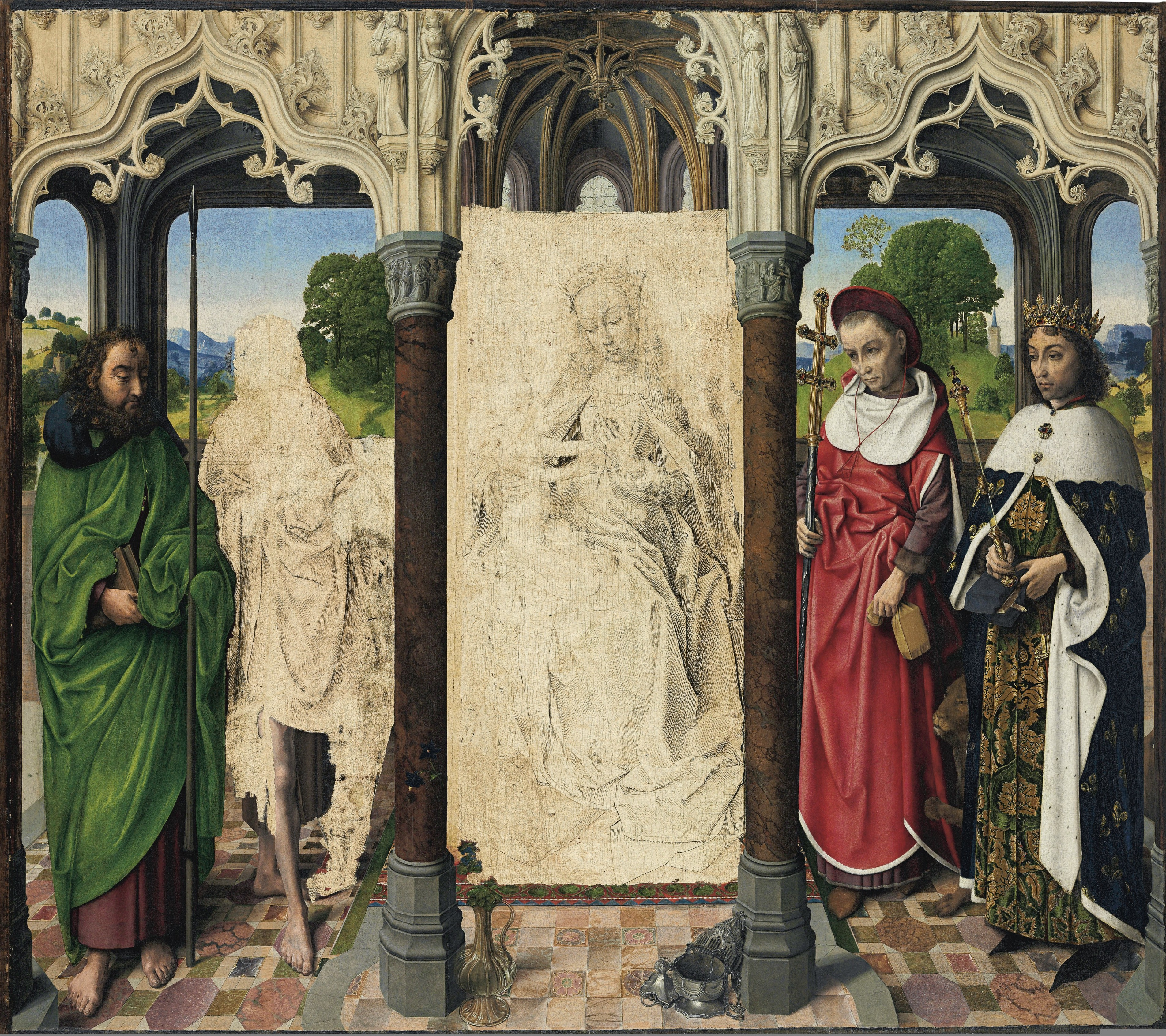
Madonna met heiligen (ca. 1480) door een schilder uit de omgeving van Hugo van der Goes, in langdurige bruikleen aan The Art Institute of Chicago

'Phoebus' verwijst naar Phoebus Apollo. In de antieke mythologie treedt Apollo op als beschermer van de muzen. Samen vermaken ze zich op de berg Parnassus. Maar ook later keert Apollo steeds terug in de (kunst)geschiedenis: hij brengt inspiratie of zelfs goddelijke verlichting, en is de beschermer van de mythische gouden tijd - een paradijselijke era waarin geweld, hebzucht, jaloezie en onrecht nog niet bestaan.

## Kunstcollectie en andere objecten
De kunstverzameling van The Phoebus Foundation bestaat uit negen deelcollecties. 

### Kunst uit de Zuidelijke Nederlanden van de middeleeuwen tot de barok
De zwaartepunten binnen deze collectie van eigen bodem worden gevormd door schilderkunst en sculptuur, maar er zijn ook manuscripten, prenten, tekeningen en siervoorwerpen. De nadruk ligt op kunst uit de 15de, 16de en 17de eeuw, met hoofdrolspelers die gaan van Hugo van der Goes, Hans Memling, Gerard David, Jan Gossaert, Pieter Bruegel, Maerten de Vos en Michaelina Wautier tot Peter Paul Rubens, Antoon Van Dyck en Jacob Jordaens.

### Belgische kunst uit de periode 1880-1930
Deze collectie draait om de impressionistische en symbolistische kunstenaars uit Sint-Martens-Latem, met namen als Emile Claus, Gustave Van de Woestyne, Valerius De Saedeleer en George Minne. Van daaruit gaat het naar de expressionisten met Gust. De Smet, Constant Permeke en Frits Van den Berghe. Daarnaast zijn er werken van onder anderen Rik Wouters, James Ensor, Jules Schmalzigaug, Edgard Tytgat en Floris en Oscar Jespers, om te besluiten met surrealisten als Magritte en Delvaux.

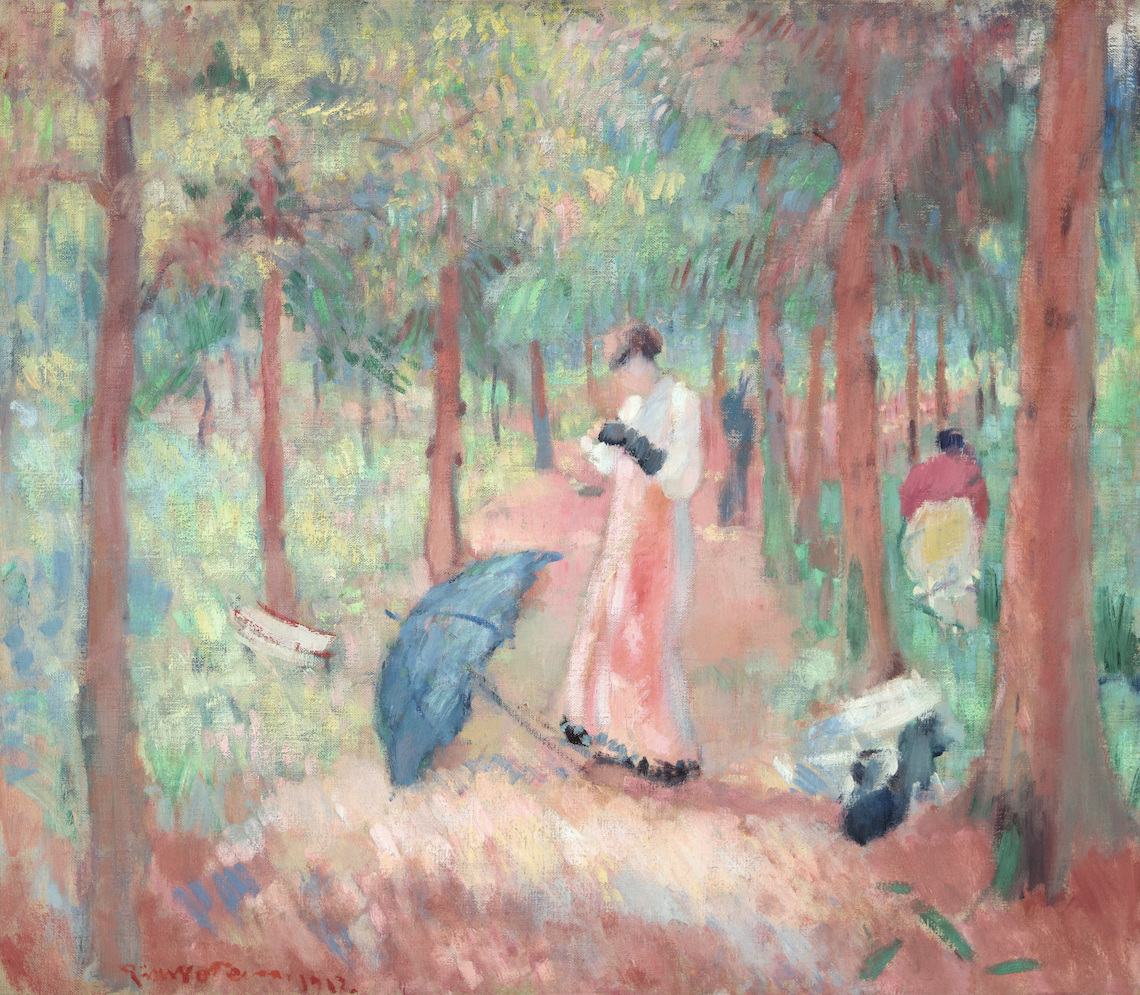
Rik Wouters 'De roze laan' uit de verzameling van The Phoebus Foundation

### Hedendaagse kunst
The Phoebus Foundation bezit werken Wim Delvoye, Marcel Broodthaers, Hans Vandekerckhove, Jan Vanriet en Jan Fabre.
In het sculpturenpark Singelberg bewaart The Phoebus Foundation werk van de Britse kunstenares Sophie Ryder, de Urugayaan Pablo Atchugarry, het Nederlandse Atelier Van Lieshout, en andere kunstenaars van eigen bodem zoals Michaël Aerts, Hubert Minnebo en Wim Delvoye. In 2018 verwierf The Phoebus Foundation tal van sculpturen uit de voormalige collectie van Brussels Airport, met namen als George Grard, Jean-Michel Folon, Paul Van Hoeydonck, Jef Van Tuerenhout en Panamarenko.

### CoBrA
The Phoebus Foundation is de eigenaar van een aanzienlijke collectie CoBrA-kunst, beheerd door Karine Huts, Fernands echtgenote. In de Cobrakunstverzameling ligt de focus vooral op de ontstaansperiode van deze kunstbeweging met werken van onder meer Appel, Alechinsky, Corneille, Jorn, Pedersen en Dotremont.

### Textiel uit de oudheid
Deze collectie bestaat uit weefsels en archeologische objecten uit het oude Egypte, van de farao's tot de Zijderoute. Aan deze collectie is de permanente tentoonstelling '3500 jaar textielkunst' gewijd in HeadquARTers. Deze expositie neemt de bezoeker mee doorheen de geschiedenis van Egypte, met linnen doeken, dierenmummies, fragmenten van dodenboeken, dodenmaskers en de tunicazaal. Daar wordt de grootste collectie complete tunica's ter wereld getoond, samen met accessoires zoals haarnetjes, sokken, schoeisel en juwelen.

### 20ste-eeuwse Latijns-Amerikaanse kunst
The Phoebus Foundation bezit een grote verzameling Latijns-Amerikaanse kunst. De collectie bezit topstukken uit - onder andere - Uruguay, Brazilië, Argentinië, Cuba, Mexico, met namen als Torres-García, Gurvich, Alpuy, Berni, Schvartz en Matto.

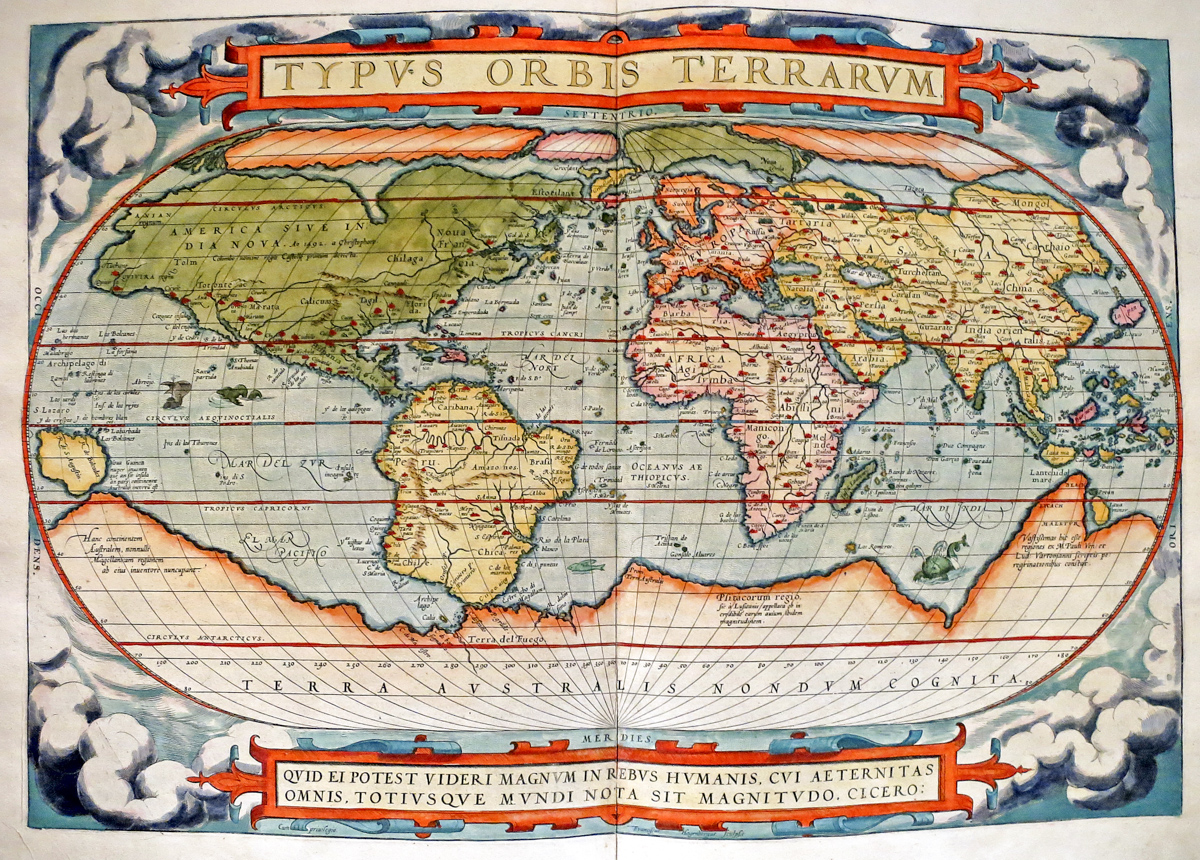
Wereldkaart uit Ortelius' Theatrum Orbis Terrarum uit de collectie van The Phoebus Foundation

### Topografie
Deze collectie telt ruim vierhonderd kaarten, atlassen en stadsgezichten uit de 16de, 17de, 18de en 19de eeuw, met als hoogtepunten atlassen van Mercator, Ortelius, Hondius, Blaeu en Kaerius.

### Reynaert de vos
The Phoebus Foundation is de eigenaar van meer dan 350 boeken over Reynaert de vos, van de vroege 16de eeuw tot vandaag. Deze collectie werd in 2018 tentoongesteld onder de vorm van een 'expeditie' rond het middeleeuwse dierenepos. Daarvoor werkte de Stichting samen met Rik Van Daele, secretaris-penningmeester van het Reynaertgenootschap.

### Maritiem erfgoed
In 2003 nam Katoen Natie het initiatief het historische patrimonium van de havenbedrijven te redden. Hieruit is een aanzienlijke verzameling ontstaan van havenerfgoed en historische foto's van de Antwerpse haven.

### Skelet Trinity
Op 19 april 2023 verwierf Huts op een veiling het 3,9 m hoge, 11,6 m lange en 65 tot 67 miljoen jaar oude skelet van een Tyrannosaurus rex Trinity voor de som van 5,6 miljoen euro, bedoeld voor een museum in de Antwerpse Boerentoren, eveneens behorende tot de stichting.

## Behoud & beheer
The Phoebus Foundation zet zich in voor het behoud van de kunstwerken uit de eigen collectie. De stukken worden bewaard in de best mogelijke omstandigheden in geklimatiseerde kunstdepots van Katoen Natie. Ook het Koninklijk Museum voor Schone Kunsten Antwerpen bewaart hier een deel van haar collectie.
In het restauratie-atelier van The Phoebus Foundation worden kunstwerken geconserveerd, gerestaureerd en onderworpen aan wetenschappelijk onderzoek.

## Onderzoek

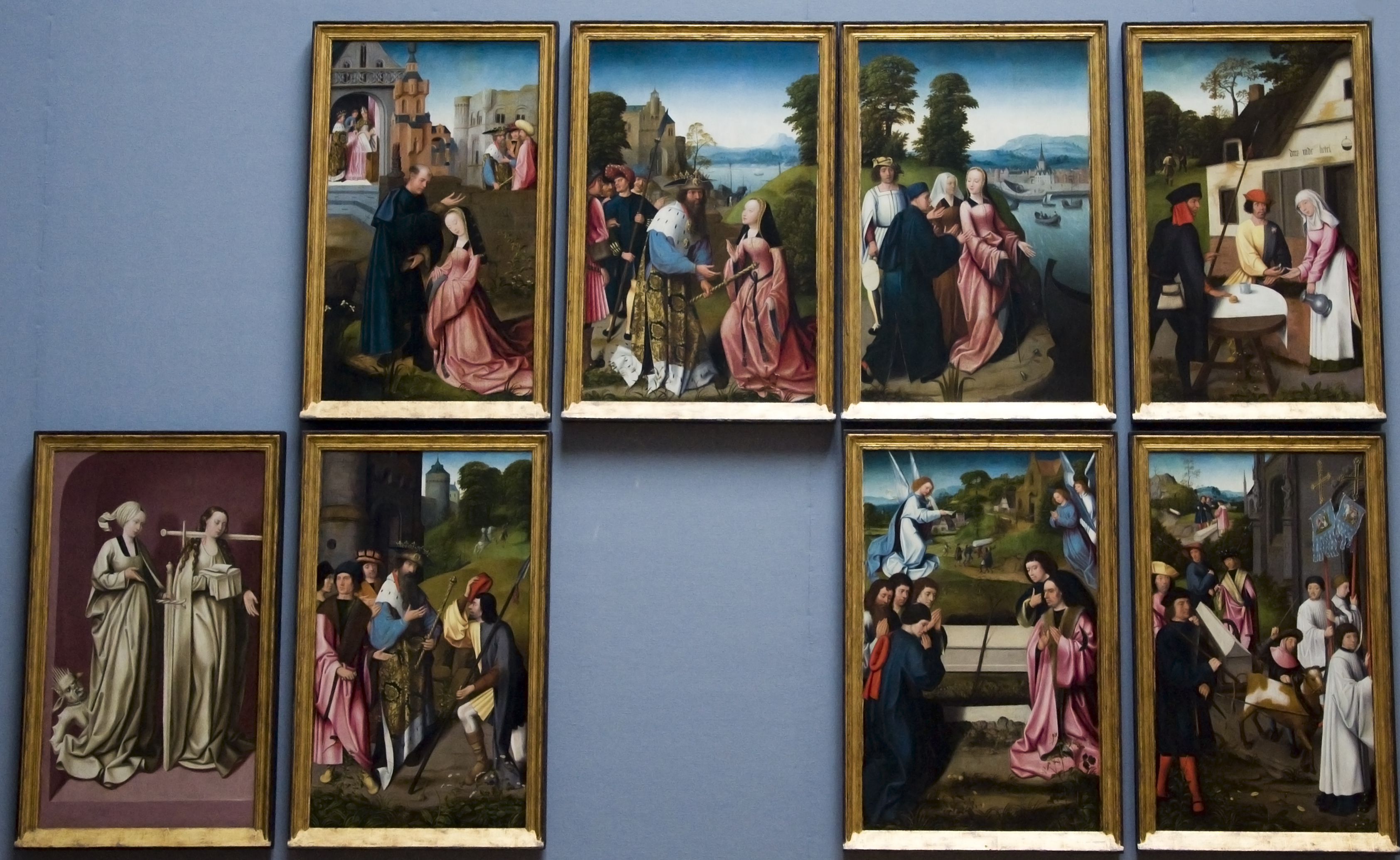
Het Dymphna-altaarstuk van Goossen Van der Weyden, vroeger te zien in het Koninklijk Museum voor Schone Kunsten Antwerpen

The Phoebus Foundation streeft naar maximale kennisverwerving over de eigen objecten en/of over de bredere culturele achtergrond waarbinnen deze objecten tot stand kwamen of functioneerden. Daarvoor werkt ze samen met academici en onderzoekers in binnen- en buitenland. Dergelijke projecten resulteren in grote en kleine tentoonstellingen en/of publicaties.
Zot van Dymphna is een grootschalige onderzoeks- en restauratiecampagne rond het 'Dymphna-altaarstuk' van Goossen Van der Weyden, de kleinzoon van de vermaarde Rogier. Dit monumentale altaar is afkomstig uit de Norbertijnenabdij van Tongerlo bij Geel en maakt sinds 2010 deel uit van de collectie van The Phoebus Foundation. De restauratiebehandeling vindt plaats tussen 2017 en 2020. 
Thuis bij Jacob Jordaens is een ander onderzoeksproject. In 1652 schilderde Jacob Jordaens voor zijn riante woning in de Antwerpse Hoogstraat een reeks plafondstukken rond het liefdesverhaal van Amor en Psyche. Deze schilderijen zijn door de Vlaamse Gemeenschap erkend als topstukken. Ze worden gerestaureerd en voor het eerst uitgebreid kunsthistorisch onderzocht.

## Tentoonstellingen

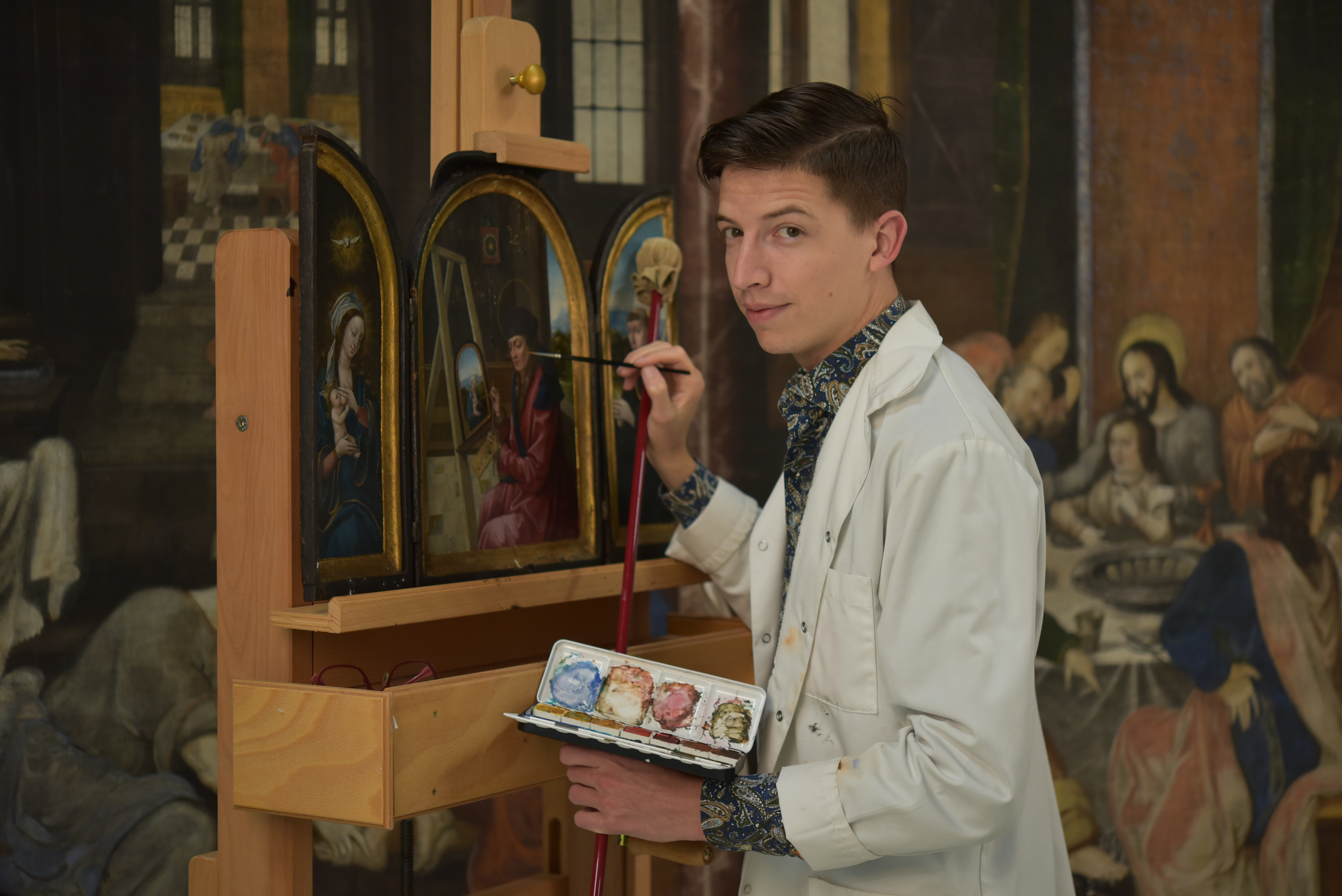
Restauratie van een 16de-eeuws triptiekje met 'Sint-Lukas schildert de Madonna'

The Phoebus Foundation streeft ernaar haar collectie maximaal te ontsluiten voor een zo breed mogelijk publiek. Daarom organiseert ze frequent tentoonstellingen:

### 3500 jaar textielkunst (permanent)
Deze permanente tentoonstelling in Antwerpen toont sinds 2011 weefsels, kledij en archeologische vondsten uit het oude Egypte, Rome en van de Zijderoute. Hier wordt ook tweejaarlijks een internationaal congres georganiseerd rond 'Textiles from the Nile Valley', in samenwerking met The Phoebus Foundation en Katoen Natie. Het bedrijf financiert ook de publicatie van de congresbundels.

### OER. De wortels van Vlaanderen (maart-augustus 2017)
Deze tentoonstelling werd georganiseerd in het Gentse Caermersklooster. OER vertelde over een kantelpunt in de kunst- en cultuurgeschiedenis, en nam de bezoeker mee naar de vroege 20ste eeuw. In een aparte scenografie werden hier werken getoond uit de verzameling van The Phoebus Foundation, naast topstukken uit Vlaams privébezit, zoals uit de collectie van Herman De Bode. Deze collectie werd in 2018 tevens vrijwel integraal verworven door The Phoebus Foundation.

### Voor God & Geld. Gouden tijd van de Zuidelijke Nederlanden (juni 2016-januari 2017)
Deze tentoonstelling in het Gentse Caermersklooster nam de bezoeker op sleeptouw doorheen de vijf gouden eeuwen van de Zuidelijke Nederlanden, om te eindigen bij de Tachtigjarige Oorlog. Deze expositie toonde niet enkel stukken van The Phoebus Foundation, maar ook van het Koninklijk Museum voor Schone Kunsten Antwerpen, het MAS, de Koninklijke Bibliotheek Albert I en het Groeningemuseum. Er waren onder andere werken van Hans Memling, Jan Gossaert en Peter Paul Rubens. Deze tentoonstelling was niet onomstreden. Tegenstanders hadden het over de 'vermarkting van de publieke cultuurwerking'. Bij de opening organiseerden ze daarom een symbolische rouwstoet.

### VOSSEN: Expeditie in het land van Reynaert (mei-september 2018)
De ruime collectie over Reynaert de vos werd in 2018 tentoongesteld onder de vorm van een 'expeditie' rond het middeleeuwse dierenepos. De expeditie neemt bezoekers mee op een fietstocht van 40 of 60 km doorheen het Vlaamse Waasland en Nederlands Zeeuws-Vlaanderen. Tijdens dit belevingstraject maken de bezoekers op een speelse en toegankelijke manier kennis met het middeleeuwse verhaal van Reynaert de vos.

### Daniel Seghers (1590-1661) in de Keizerskapel (augustus-september 2018)
Na de presentatie van het drieluik Sint Lukas schildert de Madonna, plaatst The Phoebus Foundation een ander stuk uit de collectie in de kijker: een bloemstilleven door Daniël Seghers (1590-1661). De kunst van Daniël Seghers werd in de eerste helft van de zeventiende eeuw erg begeerd door de Europese adel. Volgens de beroemde dichter Constantijn Huygens kon je bijna de bloemen op de schilderijen van Seghers ruiken. Tegenwoordig is Daniël Seghers nauwelijks bekend bij het brede publiek. Met deze nieuwe thematentoonstelling wil The Phoebus Foundation de aandacht vestigen op deze schilder.

### From Memling to Rubens. The Golden Age of Flanders (2021)
In het Kadriorgpaleis van Talinn, Estland ging er in 2021 een overzichtstentoonstelling van Vlaamse meesters door met topwerken uit de Stichting.

### Zot van Dimpna (april-oktober 2022)
In 2022 werd door The Phoebus Foundation in de Geelse Sint-Dimpnakerk de expositie Zot van Dimpna georganiseerd rond de gerestaureerde Dimpnatriptiek, geschilderd door Goswin van der Weyden voor de abdij van Tongerlo op verzoek van de abt Antonius Tsgrooten.

## Bruiklenen en ontleningen voor tijdelijke tentoonstellingen
Naast tentoonstellingen organiseren, geeft The Phoebus Foundation vaak werken in bruikleen aan musea in binnen- en buitenland. Zo werden werken van de stichting in langdurige bruikleen gegeven aan het Antwerpse Rubenshuis, aan het Museum aan de Stroom (Antwerpen), DIVA (Antwerpen), het Rockox&Snydershuis (Antwerpen), en aan The Art Institute in Chicago. De stichting werkt ook samen met de Antwerpse Keizerskapel. Verder leent The Phoebus Foundation artefacten voor korte duur uit voor tijdelijke tentoonstellingen. 
In het tweede halfjaar van 2018 vond er een tentoonstelling plaats van een tachtigtal Koptische voorwerpen van de Phoebus Foundation in de schatkamer van het Teseum te Tongeren. Het betrof ambachtelijke voorwerpen zoals kledij, weefsels en gereedschappen. Verder waren er koptische teksten, aardewerk en huishoudelijke voorwerpen te zien.
Voor de tijdelijke tentoonstelling in 2023: Ode aan Antwerpen. Het geheim van de Hollandse meesters in het Utrechtse Museum Catharijneconvent ontleende de Foundation de helft van de 80 getoonde werken uit de Phoebus Foundation. Voorafgaand aan de tentoonstelling werden de werken ingrijpend gerestaureerd door de stichting.

## Publicaties

### Boeken
- OER: De wortels van Vlaanderen, Katharina Van Cauteren, 2017
- Gouden Tijden: Rijkdom en status in de Middeleeuwen, Véronique Lambert en Peter Stabel, 2016
- Politiek en schilderkunst: Hendrick De Clerck (1560-1630) en de keizerlijke ambities van de aartshertogen Albrecht en Isabella, Katharina Van Cauteren, 2016
- Voor God & Geld. Gouden tijd van de Zuidelijke Nederlanden, Katharina Van Cauteren en Fernand Huts, 2016
- Kunst uit Latijns-Amerika: Modern en hedendaags, Laurens Dhaenens, 2015
- 3500 jaar textielkunst, Antoine De Moor, 2008
- From Memling to Rubens. The Golden Age of Flanders, Katharina Van Cauteren, 2020.
- Zot van Dimpna, Sven Van Dorst, Stephan Kemperdick e.a, 2022

### Phoebus Focus
In september 2017 is de Foundation gestart met de publicatie van een reeks wetenschappelijke publicaties waarin pareltjes uit de collectie in de schijnwerpers worden geplaatst. Hierbij wordt voor elke nieuwe uitgave beroep gedaan op kunsthistorici die gespecialiseerd zijn in het betreffende thema, en het verhaal op een boeiende en toegankelijke manier kunnen vertellen.
- Phoebus Focus I: Sint-Lukas schildert de Madonna – Het verhaal van een bijzonder motief, Niels Schalley en Sven Van Dorst (2017, 2019²)
- Phoebus Focus II: Keukenstilleven met Christus in het huis van Marta en Maria – Een showstuk van Frans Ykens (1601-1693), Prisca Valkeneers (2018)
- Phoebus Focus III: De allegorie van de zeven vrije kunsten – De verbeelding van Maerten de Vos, Hildegard Van de Velde (2018)
- Phoebus Focus IV: Reynaert de Vos – Een kleine geschiedenis van het middeleeuwse dierenepos, Niels Schalley (2018)
- Phoebus Focus V: Het meermonster van Tagua Tagua – Monstermanie en hofintriges in de achttiende eeuw, Katharina Van Cauteren (2018)
- Phoebus Focus VI: Bloemenvaas met rozen, narcissen en tulpen – Daniël Seghers (1590-1661) en fictie als realiteit, Sven Van Dorst (2018)
- Phoebus Focus VII: Overval op reizigers. Peter Snayers (1592-1667) en de kunst van het oorlog voeren, Leen Kelchtermans (2019)
- Phoebus Focus VIII: Apollo op de zonnewagen. Een barok meesterwerk van Jan Boeckhorst (1604-1668), Hans Vlieghe (2019)
- Phoebus Focus IX: Elegant gezelschap in een tuin. Een muzikaal schilderij vol zestiende-eeuwse wijsheid, Timothy De Paepe (2019)
- Phoebus Focus X: Portret van een jonge vrouw. Minzame dames op hun mooist in de zeventiende eeuw, Leen Kelchtermans (2018)
- Phoebus Focus XI: Mondeken toe – Quinten Massijs (ca. 1465-1530) en de zot in de zestiende eeuw, Larry Silver (2020)
- Phoebus Focus XII: Madonna met kind – Jan II Borman (ca. 1460-ca. 1520) en de laatmiddeleeuwse beeldhouwkunst op haar best, Marjan Debaene (2019)
- Phoebus Focus XIII: Biblia Regia op perkament – Het meesterwerk van Christoffel Plantijn (1520-1589) in een koninklijke verpakking, Dirk Imhof (2020)
- Phoebus Focus XIV: Vogel – Karel Appel (1921-2006) en de mythe van het spontane maken, Naomi Meulemans (2019)
- Phoebus Focus XV: Een zeeman en een vrouw in omhelzing – Peter Paul Rubens (1577-1640) en de moderne schilderkunst, Nils Büttner (2020)
- Phoebus Focus XVI: Descrittione di Tutti I Paesi Bassi – Lodovico Guicciardini (1521-1589) in de ban van de Lage Landen, Dina Aristodemo (2020)
- Phoebus Focus XVII: Haarnetten en andere hoofddeksels – Het hoofd getooid van de late oudheid tot islamitisch Egypte (400-1500), Petra Linscheid (2020)
- Phoebus Focus XVIII: Portret van Elisabeth Jordaens – Jacob Jordaens’ (1593-1678) ode aan zijn oudste dochter en het landleven, Leen Kelchtermans (2020)
- Phoebus Focus XIX: Studie van een jonge vrouw – Een bijzondere blik in het atelier van Michaelina Wautier (1604-1689), Katrijn Van Bragt en Sven Van Dorst (2020)
- Phoebus Focus XX: De stervende Maria Magdalena – Melchior de la Mars (ca. 1580-1650) en de kracht van emotie in de Contrareformatie, Lieke Wijnia (2020)
- Phoebus Focus XXI: Michael Sweerts (1618-1664) en de elegante, Brusselse portretkunst, Lara Yeager-Crasselt (2021)
- Phoebus Focus XXII: Paulus gestenigd en Paulus gegeseld – Abraham Van Diepenbeecks (1596-1675) ontwerpen voor een glasramencyclus in de Antwerpse Sint-Pauluskerk, Jan Van Damme, Madeleine Manderyck en Zsuzsanna Van Ruyven-Zeman (2021)
- Phoebus Focus XXIII: Patershol te Gent – Jules De Bruycker (1870-1945) en de verbeelding van de stad, Inge Misschaert (2021)
- Phoebus Focus XXIV: Portret van keizer Servius Sulpicius Galba – Peter Paul Rubens (1577-1640) en de Romeinse-keizerreeksen, Nils Büttner (2021)
- Phoebus Focus XXV: Heilige Begga – Over Jacob Jordaens (1593–1678), de begijnen en hun fictieve stichteres, Leen Kelchtermans (2021)
- Phoebus Focus XXVI: Pleurants – Albasten treurfiguren voor het grafmonument van Jan van Berry (1340-1416), Matthew Reeves (2022)
- Phoebus Focus XXVII: Portret van Henricus Liberti – Een muzikaal schilderij van Antoon Van Dyck (1599-1641), Timothy De Paepe (2022)
- Phoebus Focus XXVIII: Bloemenvaas met varkensbrood en edelstenen – Een geschilderd juweel van Jan I Brueghel (1568-1625), Sven Van Dorst (2022)
- Phoebus Focus XXIX: War lace – Vrouwen, voedselhulp en vaderlandsliefde in de Eerste Wereldoorlog (1914-1918), Wendy Wiertz (2022)
- Phoebus Focus XXX: Suzanna en de ouderlingen – #MeToo in de tijd van Hendrick De Clerck (ca. 1560-1630), Katharina Van Cauteren (2022)
- Phoebus Focus XXXI: Hoofdenbakker – Dromen van menselijke maakbaarheid in de vijftiende tot de zeventiende eeuw, Wendy Wauters (2023)
- Phoebus Focus XXXII: Kursaal en zeedijk – Léon Spilliaert (1881-1946) en atmosferische eenzaamheid bij de zee, Anne Adriaens-Pannier  (2023)
- Phoebus Focus XXXIII: Portret van Johannes I Gansacker – Adellijke ambities van een Antwerpse diamantslijper en de jonge Antoon Van Dyck (1599-1641), Leen Kelchtermans (2023)
- Phoebus Focus XXXIV: Bloemenvaas met vanitassymbolen – Jan Davidsz. De Heem (1606-1684) op de grens tussen traditie en vernieuwing, Sven Van Dorst (2023)
- Phoebus Focus XXXV: Heilige Familie in Nazareth – Over Diego Quispe Tito (ca. 1611-1681), de kunst van Cuzco, en Antwerpen als Hollywood aan de Schelde, Katharina Van Cauteren (2023)